# Braian Angola
Braian Alexander Angola Rodas (Villanueva, 6 aprile 1994) è un cestista colombiano.

## Carriera
Con la Colombia ha disputato i Campionati americani del 2017.

## Palmarès
- Campionato belga: 1

Ostenda: 2018-19
- FIBA Europe Cup: 1

Ironi Nes Ziona: 2020-21